# نامعین (متغیر)
یک نامعین (به انگلیسی: indeterminate) در ریاضیات، مخصوصاً در جبر صوری، نمادی است که به شکل یک متغیر رفتار می‌کند (جای چیز دیگری غیر از خودش نیست) و معمولاً به صورت یک یک جایگاه‌دار در اشیایی مثل چندجمله‌ای و سری توانی صوری استفاده می‌شود. مخصوصاً
- یک ثابت یا پارامتر مسئله را تعیین نمی‌کند.
- یک ناشناخته نیست که برای تعیین آن، قابل اثبات باشد.
- متغیری نیست که آرگومان تابع را تعیین کند، یا یک متغیر نیست که روی آن جمع‌بندی شود یا روی آن انتگرال‌گیری شود.
- نوعی متغیر مقید نیست.
- فقط یک نماد است که به روش کاملاً صوری از آن استفاده می‌شود.[۳]

## چندجمله‌ای‌ها
یک چندجمله‌ای در یک نامعین {\displaystyle X} یک عبارت از حالت {\displaystyle a_{0}+a_{1}X+a_{2}X^{2}+\ldots +a_{n}X^{n}} است که در آن به {\displaystyle a_{i}}‌ها ضرایب چندجمله‌ای گفته می‌شود. دو تا از این چندجمله‌ای‌ها فقط در صورتی برابرند که ضرایب متناظرشان برابر باشند. در مقابل، دو تابع چندجمله‌ای در یک متغیر {\displaystyle x} در یک مقدار بخصوص از {\displaystyle x} می‌توانند برابر باشند یا نباشند.
برای مثال توابع
{\displaystyle f(x)=2+3x,\quad g(x)=5+2x}
وقتیکه {\displaystyle x=3} است برابر و در غیر اینصورت نابرابرند. اما دو چندجمله‌ای
{\displaystyle 2+3X,\quad 5+2X}
برابر نیستند؛ زیرا ۲ برابر ۵ نیست، و ۳ برابر ۲ نیست. در واقع
{\displaystyle 2+3X=a+bX}
برقرار نیست مگر آنکه {\displaystyle a=2} و {\displaystyle b=3} باشد. به این دلیل است که {\displaystyle X} عدد نیست و یک عدد را تعیین نمی‌کند.
این تمایز نامحسوس است، زیرا یک چندجمله‌ای در {\displaystyle X} را می‌توان به یک تابع در {\displaystyle x} با جایگزینی تغییر داد. اما این تمایز مهم است زیرا موقعی که جایگزینی انجام می‌شود، ممکن است که اطلاعات از بین برود؛ مثلاً موقعی که در پیمانه ۲ کار می‌کنیم، این تساوی را داریم:
{\displaystyle 0-0^{2}=0,\quad 1-1^{2}=0,}
از این رو تابع چندجمله‌ای {\displaystyle x-x^{2}} برای {\displaystyle x} که هر مقداری در سامانه پیمانه-۲ دارد به صورت همانی برابر صفر است. با این حال، چندجمله‌ای {\displaystyle X-X^{2}} چندجمله‌ای صفر نیست، زیرا ضرایب ۰، ۱ و -۱، به ترتیب، همه صفر نیستند.